# Ваилуа-Хомстед
Ваилуа-Хомстед (англ. Wailuā Homesteads) — статистически обособленная местность, расположенная в округе Кауаи, штат Гавайи, США.

## География
Согласно Бюро переписи населения США статистически обособленная местность Ваилуа-Хомстед имеет общую площадь 18,5 квадратных километров, из которых 18,2 км2 относится к суше и 0,3 км2 или 1,4 % — к водным ресурсам.

## Демография
По данным переписи населения за 2000 год в Ваилуа-Хомстед проживало 4567 человек, насчитывалось 1655 домашних хозяйств, 1189 семей и 1758 жилых домов. Средняя плотность населения составляла около 250,4 человек на один квадратный километр.
Расовый состав Ваилуа-Хомстед по данным переписи распределился следующим образом: 39,9 % белых, 0,4 % — чёрных или афроамериканцев, 0,4 % — коренных американцев, 24,3 % — азиатов, 7,9 % — коренных жителей тихоокеанских островов, 26,1 % — представителей смешанных рас, 1 % — других народностей. Испаноговорящие составили 8,8 % населения.
Из 1655 домашних хозяйств в 35,5 % — воспитывали детей в возрасте до 18 лет, 56,6 % представляли собой совместно проживающие супружеские пары, в 10,3 % семей женщины проживали без мужей, 28,1 % не имели семьи. 19,6 % от общего числа семей на момент переписи жили самостоятельно, при этом 4,1 % составили одинокие пожилые люди в возрасте 65 лет и старше. В среднем домашнее хозяйство ведут 2,72 человек, а средний размер семьи — 3,14 человек.
Население Ваилуа-Хомстед по возрастному диапазону (данные переписи 2000 года) распределилось следующим образом: 26,3 % — жители младше 18 лет, 6,2 % — между 18 и 24 годами, 26,7 % — от 25 до 44 лет, 32 % — от 45 до 64 лет и 8,8 % — в возрасте 65 лет и старше. Средний возраст жителей составил 40 лет. На каждые 100 женщин приходилось 101,7 мужчин, при этом на каждые сто женщин 18 лет и старше приходилось 99,6 мужчин также старше 18 лет.

## Экономика
Средний доход на одно домашнее хозяйство Ваилуа-Хомстед составил 48 047 долларов США, а средний доход на одну семью — 53 558 долларов. При этом мужчины имели средний доход в 35 469 долларов в год против 26 827 долларов среднегодового дохода у женщин. Доход на душу населения составил 23 675 долларов в год. 7,7 % от всего числа семей в местности и 8,9 % от всей численности населения находилось на момент переписи за чертой бедности, при этом 13,3 % из них были моложе 18 лет и 3,7 % в возрасте 65 лет и старше.